# Kurgallu, Piriyapatna
Kurgallu là một làng thuộc tehsil Piriyapatna, huyện Mysore, bang Karnataka, Ấn Độ.